# Поппонессет (Массачусетс)
Поппонессет (англ. Popponesset) — переписна місцевість (CDP) в США, в окрузі Барнстебел штату Массачусетс. Населення — 280 осіб (2020).

## Географія
Поппонессет розташований за координатами 41°34′25″ пн. ш. 70°27′48″ зх. д. / 41.57361° пн. ш. 70.46333° зх. д. (41.573602, -70.463407).  За даними Бюро перепису населення США в 2010 році переписна місцевість мала площу 0,82 км², з яких 0,79 км² — суходіл та 0,03 км² — водойми.

## Демографія
Згідно з переписом 2010 року, у переписній місцевості мешкало 220 осіб у 130 домогосподарствах у складі 62 родин. Густота населення становила 268 осіб/км².  Було 623 помешкання (758/км²).
Расовий склад населення:
| - 99,1 % — білих - 0,5 % — азіатів |

До двох чи більше рас належало 0,0 %. Частка іспаномовних становила 0,5 % від усіх жителів.
За віковим діапазоном населення розподілялося таким чином: 5,9 % — особи молодші 18 років, 45,9 % — особи у віці 18—64 років, 48,2 % — особи у віці 65 років та старші. Медіана віку мешканця становила 64,6 року. На 100 осіб жіночої статі у переписній місцевості припадало 86,4 чоловіків;  на 100 жінок у віці від 18 років та старших — 86,5 чоловіків також старших 18 років.
Середній дохід на одне домашнє господарство  становив 34 495 доларів США (медіана — 43 393), а середній дохід на одну сім'ю — 38 814 долари (медіана — 43 512). 
Цивільне працевлаштоване населення становило 91 особа. Основні галузі зайнятості: фінанси, страхування та нерухомість — 45,1 %, освіта, охорона здоров'я та соціальна допомога — 26,4 %, мистецтво, розваги та відпочинок — 11,0 %, виробництво — 9,9 %.